# Sieboldova magnolija
Sieboldova magnolija (znanstveno ime Magnolia sieboldii) je vrsta magnolije, ki izvira iz Japonske in Koreje.

## Opis
Sieboldova magnolija zraste od 5 do 6 metrov visoko in ima do 15 centimetrov velike ovalne liste, ki so po zgornji strani zeleni, po spodnje pa sinje zeleni. Rob listov je gladek, pecelj, brsti in mladi listi pa so kosmati. Kosmati so tudi peclji plodov. 
Cvetovi so skledasti, nameščeni pa so na daljših pecljih in se odprejo poleti. Venčni listi so bele, čašni pa rdeče barve. Prašniki so karminsko rdeče barve. 

## Razširjenost in uporabnost
Sieboldova magnolija je svoje ime dobila po nemškem zdravniku Philippu Franzu von Sieboldu, ki je to vrsto prvi prinesel v Evropo.
Ta vrsta je verjetno najbolj občutljiva med vsemi vrstami magnolij. Mraza ne prenaša dobro, najbolje pa uspeva v rahlih in kislih tleh. Sadijo jo kot okrasno drevo, v Evropi pa uspeva le v rastlinjakih. Razmnožuje se s semeni, sadjarji pa jo razmnožujejo tudi z grebenicami in potaknjenci.